# Samarès Manor

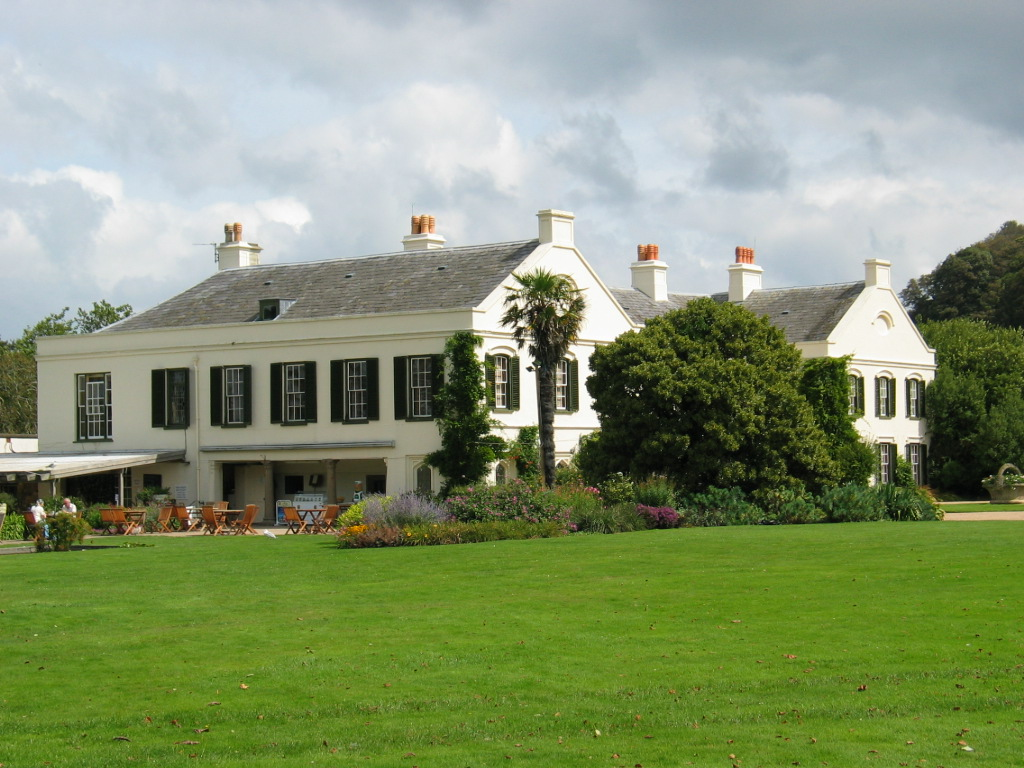
Landhuis

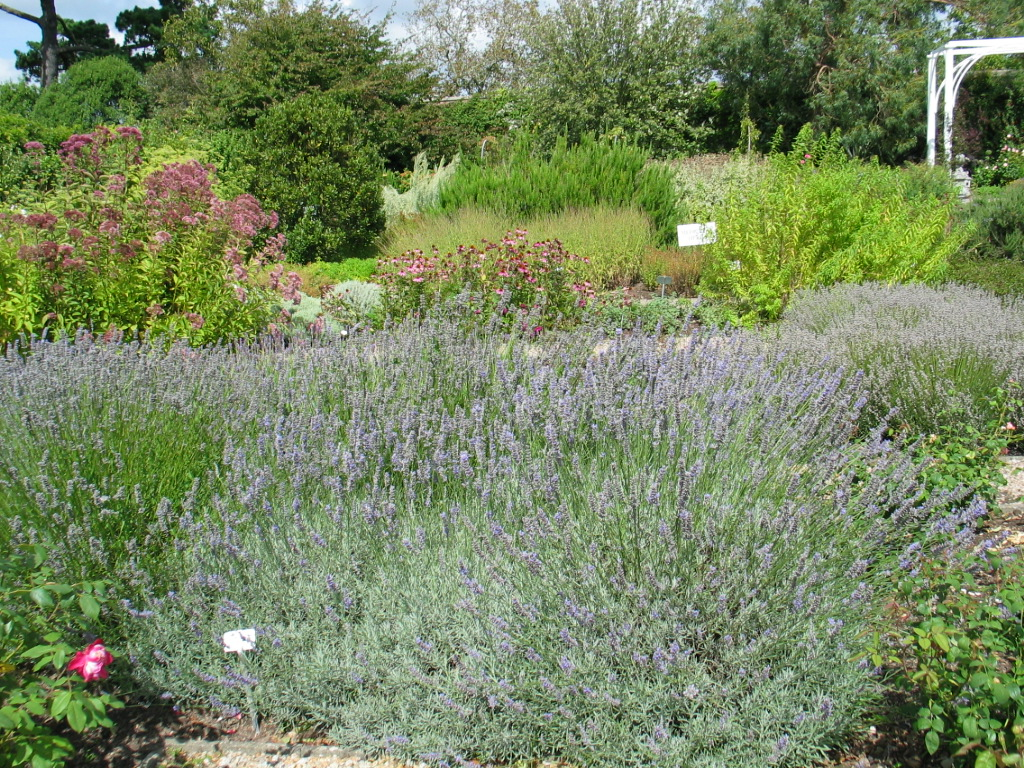
Kruidentuin

Samarès Manor is een landgoed met onder andere een landhuis, duiventil uit de 11e eeuw, kruidentuin en Japanse tuin in de gemeente Saint Clement op het eiland Kanaaleiland Jersey.
De naam is afgeleid van salse marais; dit betekent zoutwatermoeras.